# Rhynchonelliformea
Rhynchonelliformea je glavni podrazdeo i klada brahiopoda. On je ekvivalentna bivšoj klasi Articulata, koja se ranije koristila u taksonomiji brahiopoda do 1990-ih. Ovi takozvani zglobni brahiopodi imaju mnoge anatomske razlike u odnosu na „neartikularne“ brahiopode podrazdela Linguliformea i Craniformea. Zglobovi imaju tvrdu školjku od kalcijum karbonata sa pero-žleb zglobovima (otuda naziv) i odvojene skupove jednostavnih mišića za otvaranja i zatvaranja.

## Literatura
- Williams, Alwyn;  . (2000).  Kaesler, Roger L., ур. Part H, Brachiopoda (Revised). Volumes 2 & 3: Linguliformea, Craniiformea, and Rhynchonelliformea (part). Treatise on Invertebrate Paleontology. Lawrence, Kansas: The University of Kansas. ISBN 0-8137-3108-9.
- Williams, Alwyn;  . (1965).  Moore, Raymond C., ур. Part H, Brachiopoda. Volume 1. Treatise on Invertebrate Paleontology. Lawrence, Kansas: The University of Kansas Press. Архивирано из оригинала 14. 11. 2023. г. Приступљено 09. 11. 2023.
- Sandra J. Carlson. 2001. Ghosts of the Past, Present, and Future in Brachiopod Systematics. Journal of Paleontology 75(6):1109-1118
- BRACHIOPOD TAXONOMY from the original (1965) to the revised (1997-2007) Treatise on Invertebrate Paleontology Volume H: Brachiopoda
- Paleobiology -Rhynchonelliformea Архивирано на веб-сајту  (17. октобар 2012)
- R.C. Moore. Brachiopoda, Ch 6, Moore, Lalicker, and Fischer 1952. Invertebrate Fossils.